# Lentithecium lineare
Lentithecium lineare är en svampart som först beskrevs av E. Müll. & Dennis, och fick sitt nu gällande namn av K.D. Hyde, J. Fourn. & Yin. Zhang 2009. Lentithecium lineare ingår i släktet Lentithecium, ordningen Pleosporales, klassen Dothideomycetes, divisionen sporsäcksvampar och riket svampar.   Inga underarter finns listade i Catalogue of Life.
I den svenska databasen Dyntaxa används istället namnet Keissleriella linearis för samma taxon.  Arten är reproducerande i Sverige.